# Antropologia giuridica
L'antropologia giuridica deriva il suo significato dalla congiunzione in un'unica locuzione di due termini differenti aventi ciascuno un significato ben preciso. Così, l'antropologia giuridica ha significato a partire dall'unione dei lemmi 'antropologia', indicante la disciplina che studia l'uomo nella sua cultura, tra i tanti aspetti che si potrebbero prendere in considerazione, e 'giuridica', qualificazione indicante che un dato oggetto ha ricadute di natura giuridica oppure che deve essere preso in considerazione da un'ottica giuridica, ossia del diritto. 

## In senso stretto
Pertanto, in analogia al significato della parola 'antropologia', studio della cultura di una data comunità umana nelle sue forme e nei suoi significati simbolici, è possibile attribuire alla locuzione 'antropologia giuridica' il seguente significato: studio della cultura giuridica di una data comunità umana.
Da questo punto di vista, questa disciplina prende in considerazione gli aspetti culturali e simbolici che gli esseri umani, in genere appartenenti ad un'unica comunità, inseriscono nella trama del diritto,ove diritto é inteso come trama di organizzazione sociale e rituale comunitaria. Dunque
oggetto di studio sono gli aspetti culturali e simbolici che una comunità codifica nel proprio diritto.

## In senso ampio
Intesa in senso più ampio, invece, l'antropologia giuridica è una disciplina attraverso la quale è possibile scavare nella superficie del diritto, quale regolamentazione e istituzione della società medesima, al fine di rintracciare in esso i fondamenti culturali e/o simbolici che una data comunità ritiene irrinunciabili per il proprio destino. 
Ciò significa, molto brevemente, che questa disciplina é una ricerca dei fondamenti culturali del diritto. Tali fondamenti esprimono il senso stesso del diritto, quale istitutore e produttore delle medesime comunità umane.